# Euphaedra exerrata
Euphaedra exerrata es una especie de Lepidoptera, de la familia Nymphalidae, subfamilia Limenitidinae, tribu Adoliadini, pertenece al género Euphaedra, subgénero (Euphaedrana).

## Distribución
Esta especie de Lepidoptera se encuentra en Camerún y Nigeria (África). 